# مليتة (قرقنة)

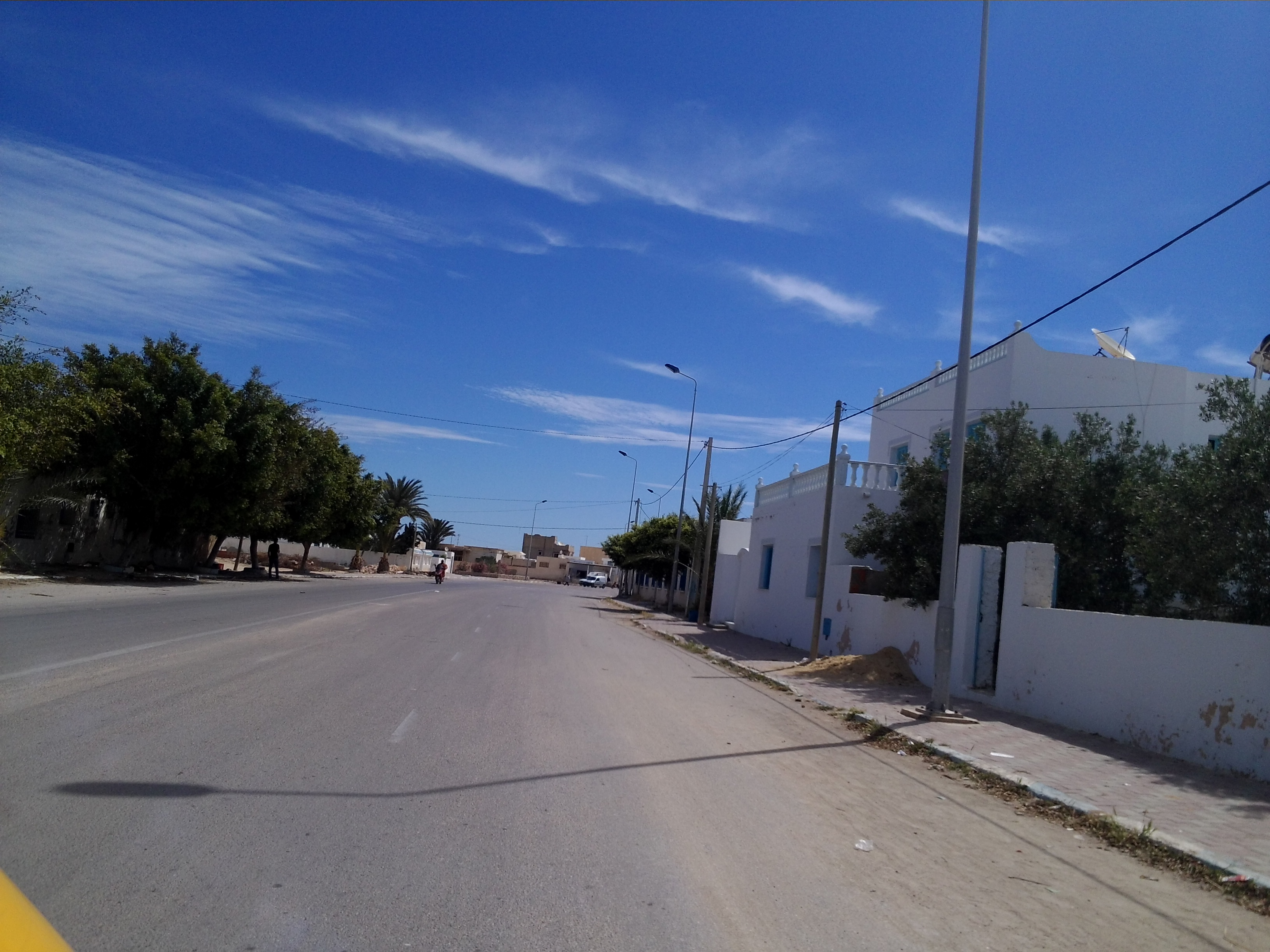
مليتة.

ملِّيتَة قرية تونسية تقع في جزيرة غربي من أرخبيل قرقنة بالجنوب الشرقي التونسي.
1. ↑  "المناطق الترابية (العمادات) حسب الولايات والمعتمديات". اطلع عليه بتاريخ 2024-11-30.